# Józef Ostrowski (generał)

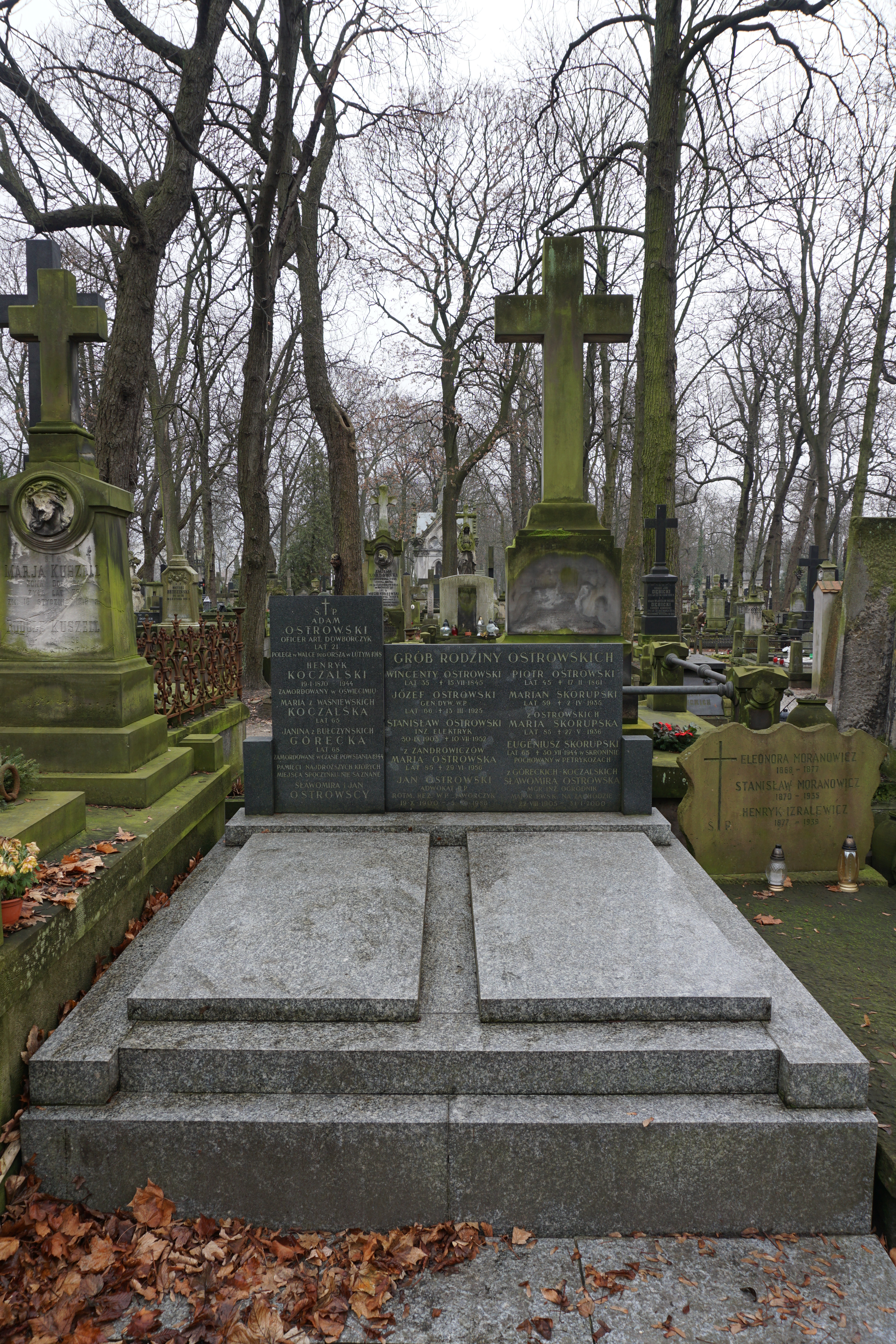
Grób Józefa Ostrowskiego na cmentarzu Powązkowskim

Józef Ostrowski (ur. 19 marca 1859 w Warszawie, zm. 13 marca 1925 tamże) – generał major armii Imperium Rosyjskiego, generał dywizji Wojska Polskiego.

## Życiorys
Pochodził z rodziny ziemiańskiej. Ukończył 5 klas gimnazjum realnego w Łowiczu i Czugujewską Junkierską Szkołę Piechoty w Czuhujiwie w drugim rzędzie (absolwenci w zależności od wyników dzieleni byli na dwa rzedy, pierwszy wyższy i drugi niższy) . W armii carskiej od 9 września 1877. 27 kwietnia 1881 roku mianowany do stopnia chorążego ze starszeństwem od 27.04.1881 i przydzielony do 48 Odeskiego Pułku Piechoty. 26.12.1884 porucznik, 15.03.1888 mianowany w drodze wyróżnienia kpitanem sztabowym, 15.03.1889 kapitanem. Od 29 września 1897 do 10 czerwca 1903 pełnił funkcję komendanta wojskowego miasta Zaqatala na Kaukazie. 10 czerwca 1903 roku przeniesiony do 82 Dagestańskiego Pułku Piechoty. 
Na początku wojny rosyjsko-japońskiej przeniesiony do  36 Wschodniosyberyjskiego Pułku Strzeleckiego, gdzie dowodził batalionem. W czasie trwania bitwy pod Liaoyang 18 sierpnia 1904 roku ranny w głowę. W grudniu 1904 roku wyznaczony dowódcą 10 Wschodniosyberyjskiego Pułku Strzeleckiego. 14.01.1905 awansowany na pułkownika. Podczas walk pod wsią Tau ranny w biodro. 
Po zakończeniu wojny z powrotem przeniesiony do 82 Dagestańskiego Pułku Piechoty. Od 12 lipca 1907 do 27 października 1908 roku dowódca 264 Lorijskiego Rezerwowego Pułku Piechoty. 27 października 1908 roku awansowany na generała majora i jednocześnie z powodu stanu zdrowia zwolniony ze służby. 
Po rozpoczęciu I wojny światowej powołany do służby w oddziałach pospolitego ruszenia. Od 1 października 1915 do 1 listopada 1916 dowodził 89 Brygadą Pospolitego Ruszenia. 
8 stycznia 1919 roku został przyjęty do Wojska Polskiego z zatwierdzeniem posiadanego stopnia generała podporucznika i przydzielony do Departamentu Mobilizacyjno-Organizacyjnego Ministerstwa Spraw Wojskowych w Warszawie. Do stycznia 1920 roku pełni funkcję dowódcy Okręgu Etapów „Brześć” i „Mińsk”. Następnie do 1 kwietnia 1921 roku (kiedy to przeszedł w stan spoczynku) przewodniczący Komisji Perlustracyjnej Centralnej Komisji Kontroli Stanów. Generał dywizji ze starszeństwem z 1 czerwca 1919 roku, zatwierdzony w tym stopniu przez prezydenta Stanisława Wojciechowskiego dekretem z dnia 23 października 1923 roku. Pochowany na cmentarzu Powązkowskim (kwatera 33-2-31/32).

## Ordery i odznaczenia
- Order św. Stanisława 2 klasy z mieczami (1904),
- Order św. Anny 2 klasy z mieczami (1905),
- Order św. Włodzimierza 4 klasy z mieczami i kokardą (1906),
- Order św. Jerzego 4 klasy (1909),
- Order św. Włodzimierza 3 klasy (1916).

## Awanse
- chorąży - 27 kwietnia 1881,
- podporucznik - 21 maja 1882,
- porucznik - 26 grudnia 1884,
- sztabskapitan - 15 marca 1888,
- kapitan - 15 marca 1889,
- podpułkownik - 26 lutego 1898,
- pułkownik - 14 stycznia 1905 (ze starszeństwem z 20 sierpnia 1904 za zasługi w boju),
- generał major - 27 października 1908.